# Згура
Згура (рум. Zgura) — село у повіті Васлуй в Румунії. Входить до складу комуни Олтенешть.
Село розташоване на відстані 277 км на північний схід від Бухареста, 17 км на південний схід від Васлуя, 70 км на південь від Ясс, 127 км на північ від Галаца.

## Населення
За даними перепису населення 2002 року у селі проживала 121 особа, усі — румуни. Усі жителі села рідною мовою назвали румунську.